# Sauro Donati
| Odkryte planetoidy: 22  | Odkryte planetoidy: 22 |
| ----------------------- | ---------------------- |
| (15497) Lucca           | 23 lutego 1999         |
| (21891) Andreabocelli   | 1 listopada 1999       |
| (22903) Georgeclooney   | 14 października 1999   |
| (27184) Ciabattari      | 8 lutego 1999          |
| (33360) 1999 AK25       | 15 stycznia 1999       |
| (38247) 1999 QE         | 18 sierpnia 1999       |
| (40254) 1999 BB26       | 21 stycznia 1999       |
| (44717) Borgoamozzano   | 7 października 1999    |
| (49469) Emilianomazzoni | 15 stycznia 1999       |
| (66938) 1999 WM8        | 29 listopada 1999      |
| (79900) Coreglia        | 21 stycznia 1999       |
| (96764) 1999 RY32       | 9 września 1999        |
| (96879) 1999 TG16       | 11 października 1999   |
| (103966) Luni           | 28 lutego 2000         |
| (122632) Riccioli       | 5 września 2000        |
| (129743) Grimaldi       | 15 lutego 1999         |
| (137063) 1998 WK1       | 16 listopada 1998      |
| (160604) 1999 TD11      | 8 października 1999    |
| (171551) 1999 TK7       | 7 października 1999    |
| (175887) 1999 WL8       | 29 listopada 1999      |
| (192923) 1999 YY14      | 30 grudnia 1999        |
| (251937) 1999 WN8       | 29 listopada 1999      |
| 1.                      |                        |

Sauro Donati (ur. w 1959) – włoski astronom amator, pisarz, popularyzator astronomii. Obserwacje prowadzi w Osservatorio Astronomico di Monte Agliale (kod IAU 159) oraz w swoim prywatnym obserwatorium astronomicznym (kod IAU 233), oba obserwatoria znajdują się w mieście Lukka.
W latach 1998–2000 odkrył 22 planetoidy, z czego 21 samodzielnie. Jest także współodkrywcą ponad dwudziestu supernowych.
W uznaniu jego pracy jedną z planetoid nazwano (69977) Saurodonati.